# William Dellinger
William "Bill" Solon Dellinger (Estados Unidos, 23 de marzo de 1934-27 de junio de 2025) fue un atleta y entrenador estadounidense, cuya trayectoria deportiva estuvo estrechamente relacionada con la Universidad de Oregón.

## Carrera como atleta

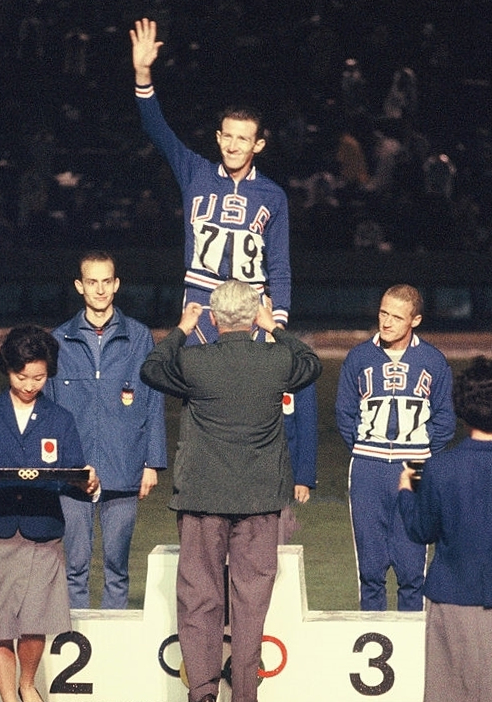
Harald Norpoth, Bob Schul y Bill Dellinger en los Juegos Olímpicos de 1964

Dellinger se especializó en la prueba de 5000 metros llanos. Su entrenador fue Bill Bowerman.
Participó en tres Juegos Olímpicos (Melbourne 1956, Roma 1960 y Tokio 1964). En esta última obtuvo la medalla de bronce en la distancia, con un tiempo de 13:49.8 segundos, su récord personal. llegando a la meta tras su compatriota Bob Schul (oro) y el alemán Harald Norpoth (plata).
En los Juegos Panamericanos de 1959, celebrados en Chicago logró la medalla de oro.

## Carrera como entrenador
Luego de retirarse de las pistas, Dellinger comenzó a colaborar con Bowerman en el equipo atlético de su universidad, Oregon Ducks (Los patos de Oregón).
En 1972, con el retiro de Bowerman, Dellinger asumió el cargo de entrenador principal del equipo.
Durante sus 25 años como entrenador el equipo masculino obtuvo cinco títulos NCAA.
Su aporte como entrenador, en colaboración con Bowerman, fue fundamental en el desarrollo de la estrella estadounidense de atletismo Steve Prefontaine.
Esta etapa fue llevada al cine en la película Prefontaine, de 1997. El papel de Dellinger fue interpretado por Ed O'Neill.
En colaboración con Adidas, Dellinger desarrolló la llamada "Red Dellinger" (Dellinger Web), una Tecnología de amortiguación utilizada en varios modelos de zapatillas de las décadas de los 80 y 90 del siglo pasado.
Dellinger entrenó a una serie de corredores olímpicos, entre los que se encuentran Mary Decker, Bill McChesney, Alberto Salazar, Matt Centrowitz, Don Clary, entren otros.

## Retiro
Dellinger se retiró de la Universidad de Oregón en 1998. En 2001 ingresó al Salón de la Fama de Pista y Campo.
Desde entonces ha estado alejado de las actividades públicas, con excepción de eventos en su homenaje.
En 2021 USA Track and Field, la Federación Estadounidense de Atletismo le entregó el premio de Entrenador Leyenda (Legend Coach Award).

## Récords nacionales y mundiales
Récords estadounidenses o mundiales registrados por Dellinger.
- 1956 5000 m                          14:16.2  EE. UU. (al aire libre)
- 1958 1500 m                            3:41.5  EE. UU. (al aire libre)
- 1959       2 millas (3218,7 m)   8:49.9  Mundial (pista cubierta)
- 1959       3 millas (4828 m)    13:37.0  Mundial (pista cubierta)
- 1960       2 millas (3218,7 m)    8.43.8 EE. UU. (al aire libre)

## Récords personales
- 1500 m:   3:41,5         1958
- 1 Milla:     4:02.7         1961
- 2 Millas:   8:43.8         1961
- 2 Millas:   8:49.9 min, 1959 (pista cubierta)
- 3 millas: 13:37.0 min, 1959 (pista cubierta)
- 5000 m: 13:49.8 min, 1964